# Волдвік (Вісконсин)
Волдвік (англ. Waldwick) — місто (англ. town) в США, в окрузі Айова штату Вісконсин. Населення — 460 осіб (2020).

## Демографія
Згідно з переписом 2010 року, у місті мешкали 473 особи в 188 домогосподарствах у складі 134 родин. Було 207 помешкань
Расовий склад населення:
| - 98,5 % — білих - 0,2 % — азіатів |

До двох чи більше рас належало 1,3 %. Частка іспаномовних становила 0,2 % від усіх жителів.
За віковим діапазоном населення розподілялося таким чином: 23,7 % — особи молодші 18 років, 59,4 % — особи у віці 18—64 років, 16,9 % — особи у віці 65 років та старші. Медіана віку мешканця становила 44,7 року. На 100 осіб жіночої статі у місті припадало 119,0 чоловіків;  на 100 жінок у віці від 18 років та старших — 114,9 чоловіків також старших 18 років.
Середній дохід на одне домашнє господарство  становив 78 178 доларів США (медіана — 66 750), а середній дохід на одну сім'ю — 88 723 долари (медіана — 72 188). Медіана доходів становила 40 855 доларів для чоловіків та 32 083 долари для жінок. За межею бідності перебувало 6,0 % осіб, у тому числі 2,7 % дітей у віці до 18 років та 0,0 % осіб у віці 65 років та старших.
Цивільне працевлаштоване населення становило 263 особи. Основні галузі зайнятості: роздрібна торгівля — 20,9 %, сільське господарство, лісництво, риболовля — 19,0 %, освіта, охорона здоров'я та соціальна допомога — 15,6 %, виробництво — 12,5 %.